# 陳姿蓉
陳姿蓉（1983年—）是幼年時由於車禍導致身心障礙的台灣畫家。她自台南啟聰學校高中畢業後開始接受趙嗣強教授指導。繪畫對她來說，除了是興趣，也是一種治療。陳姿蓉車禍的後遺症藉著繪畫抒發，病情逐年好轉。經過正統的繪畫教育，她展現了不凡的繪畫天賦。2010年上海世界博覽會曾邀請她到陽光生命館展出。

## 生平
陳姿蓉3歲時因為車禍腦部遭到重擊，失去語言和記憶能力。她藉由畫圖的方式向家人表達需求，肚子餓的時候，就畫個碗，想吃肉的時候就畫一隻雞腿。至六歲經過治療後，才開始能夠與人溝通。在台南啟聰學校接受教育時，陳姿蓉逐漸展現繪畫天份。

### 趙嗣強教授
由於沒有記憶能力，雖然想在大學進修美術，陳姿蓉無法通過考試，不能再繼續接受教育。2003年當時遠東技術學院的教務長王元仁從報紙得知，擔心她的繪畫天賦被埋沒，請有美國聖路易大學藝術教育博士學位的趙嗣強一同上門拜訪陳姿蓉，趙嗣強帶了一盒巧克力作禮物。陳姿蓉的母親楊美華本來不放心把女兒交給男老師，但陳姿蓉為了喜歡吃巧克力，表示要去學畫，於是楊美華將她送往遠東技術學院。前三天陳姿蓉不習慣新的環境與新的老師，常常躲在洗手間角落。她的行為激發趙嗣強的憐憫，決心好好教導陳姿蓉，之後甚至自掏腰包支應陳姿蓉一個月新台幣3到4萬的龐大繪畫材料開銷。在同校資訊管理系任教的師母曾芷陵亦十分支持趙嗣強的付出。趙嗣強一度因為對教育大環境的失望，曾從教職退下，專心輔導陳姿蓉作畫。趙嗣強帶她經由觸摸感受，了解物體構造、明暗對比、及空間立體感，也教她騎腳踏車培養平衡感，一步一步領她進入專業藝術創作領域。趙嗣強正統的繪畫教育，奠定陳姿蓉深厚的繪畫基礎，雖然她在言語及生活的學習上比常人慢，但她在藝術的領域是天才﹗陳姿蓉從寫實的意象畫，進入意境再進入意念，欣賞過畢卡索的抽象畫，她的畫風出現了立體派的空間切割。趙嗣強已經不敢自己開畫展，因為他認為他已被陳姿蓉超越了。趙嗣強也自認為，他現在是她的僕人。他也表示會繼續的指導陳姿蓉，直到兩人中一個先走為止。

### 藝術治療
繪畫對陳姿蓉來說，也是一種治療與宣洩心理壓力的方式。陳姿蓉曾經被惡夢困擾，醒來後十分恐懼，說有鬼魅纏著她，要帶走趙老師和媽媽。民俗療法、宗教療法，去精神科求診等都無效，家人只好天天將她送到畫室。趙嗣強把自己在美國所學過的藝術治療，用在陳姿蓉身上，鼓勵她將鬼魅，以及解救她的哪吒三太子等畫出。陳姿蓉並以自己的形象畫出天使，阻止鬼將趙教授的影子帶走。陳姿蓉因而創作「鬼鬼系列」作品，將不安化為藝術泉源。藉著這些繪畫抒發，陳姿蓉的情況逐漸好轉。

### 畫展
2009年6月13日「折翼的天使」陳姿蓉畫展在遠東科大舉行，中華民國總統馬英九、立法院長王金平為畫展揭幕。同年，墾丁五星級福華飯店舉辦陳姿蓉「想飛」畫展。2010年10月陳姿蓉受邀在上海世界博覽會生命陽光館展出畫作，現場並創作兩幅作品，贈與世博會永久收藏。財團法人典美文化基金會擇了陳姿蓉的畫作做為2011年公益月曆的主題。並於2011年4月15至30日於台北市典美藝文空間舉辦「失憶天使！與愛共蓉」2011陳姿蓉油畫畫展。

### 心願
陳姿蓉說：
|  | 我要一直畫畫、一直畫畫，才能飛上天上，自由自在的幫助別人快樂。 |

## 獲獎
- 2008年中華民國內政部社會司身心障礙楷模「金鷹獎」

### 外部連結
- 遠東科大 教授 趙嗣強 遠東科大 教授 趙嗣強[]

視屏

一步一腳印 發現新台灣 折翼天使守護者 （页面存档备份，存于）詹怡宜